# Allohelea arboricola
Allohelea arboricola är en tvåvingeart som beskrevs av Clastrier och Delecolle 1990. Allohelea arboricola ingår i släktet Allohelea och familjen svidknott.
Artens utbredningsområde är Guinea. Inga underarter finns listade i Catalogue of Life.